# Сеттис, Сальваторе
Сальваторе Сеттис (итал. Salvatore Settis; род. 11 июня 1941, Розарно, Италия) — итальянский историк искусства, археолог и филолог, специалист по античной и ренессансной истории искусства. Доктор философии (1965), профессор, член Академии деи Линчеи (2001), иностранный член Американского философского общества (2012). В 1994—1999 гг. руководил Getty Research Institute в Лос-Анджелесе, а в 1999—2010 гг. — Высшей нормальной школой в Пизе. С 2010 г. президент Научного совета Лувра.
Лауреат премии Виареджо (1978).
Член Германского археологического института и Academia Europaea.
Иностранный почётный член Американской академии искусств и наук (1996).
Редактор The Classical Tradition (Harvard University Press, 2010).

## Книги
- Saggio sull’Afrodite Urania di Fidia, Pisa, 1966
- La «Tempesta» interpretata. Giorgione, i committenti, il soggetto, Turin, 1978 [English: Giorgione’s Tempest. Interpreting the Hidden Subject, Cambridge, 1990]
- La Colonna Traiana, Turin, 1988
- Laocoonte. Fama e stile, Rome, 1999
- Italia S.p.A. L’assalto al patrimonio culturale, Turin, 2002
- Futuro del Classico, Turin, 2004 [English: The Future of the Classical, Oxford, 2006]
- Battaglie senza eroi. I beni culturali fra istituzioni e profitto, Milan, 2005
- Artisti e committenti fra Quattro e Cinquecento, Turin, 2010
- Paesaggio Costituzione cemento. La battaglia per l’ambiente contro il degrado civile, Turin, 2011